# Джефф Пітрі
Джоффрі Майкл Пітрі (англ. Geoffrey Michael Petrie, нар. 17 квітня 1948, Дарбі, Пенсільванія, США) — американський професіональний баскетболіст, що грав на позиції атакувального захисника за команду НБА «Портленд Трейл-Блейзерс», яка навіки закріпила за ним ігровий №45. Після завершення ігрової кар'єри і до 2013 року був президентом баскетбольних операцій «Сакраменто Кінгс».

## Ігрова кар'єра
На університетському рівні грав за команду Прінстон (1967–1970). 
1970 року був обраний у першому раунді драфту НБА під загальним 8-м номером командою «Портленд Трейл-Блейзерс». Професійну кар'єру розпочав 1970 року виступами за тих же «Портленд Трейл-Блейзерс», захищав кольори команди з Портленда протягом усієї історії виступів у НБА, яка налічувала 6 сезонів. За підсумками дебютного сезону отримав нагороду Новачка року НБА. 1971 та 1974 року брав участь у матчі всіх зірок НБА.
1976 року 28-річний гравець був змушений завершити ігрову кар'єру, зазнавши важкої травми коліна.

## Статистика виступів в НБА

### Регулярний сезон
| Сезон              | Команда                   | GP  | GS | MPG  | FG%  | 3P% | FT%   | RPG | APG | SPG | BPG | PPG  |
| ------------------ | ------------------------- | --- | -- | ---- | ---- | --- | ----- | --- | --- | --- | --- | ---- |
| 1970–71            | «Портленд Трейл-Блейзерс» | 82  | –  | 37.0 | .443 | –   | .722  | 3.4 | 4.8 | –   | –   | 24.8 |
| 1971–72            | «Портленд Трейл-Блейзерс» | 60  | –  | 35.9 | .417 | –   | .789  | 2.2 | 4.1 | –   | –   | 18.9 |
| 1972–73            | «Портленд Трейл-Блейзерс» | 79  | –  | 39.7 | .464 | –   | .778  | 3.5 | 4.4 | –   | –   | 24.9 |
| 1973–74            | «Портленд Трейл-Блейзерс» | 73  | –  | 38.4 | .481 | –   | .853  | 2.8 | 4.3 | 1.2 | 0.2 | 24.3 |
| 1974–75            | «Портленд Трейл-Блейзерс» | 80  | –  | 38.9 | .456 | –   | .839  | 2.6 | 5.3 | 1.0 | 0.2 | 18.3 |
| 1975–76            | «Портленд Трейл-Блейзерс» | 72  | –  | 35.5 | .461 | –   | .829  | 2.3 | 4.6 | 1.1 | 0.1 | 18.9 |
| Усього за кар'єру  | Усього за кар'єру         | 446 | ?  | 37.6 | .455 | –   | .805  | 2.8 | 4.6 | 1.1 | 0.1 | 21.8 |
| В іграх усіх зірок | В іграх усіх зірок        | 2   | 1  | 15.5 | .214 | –   | 1.000 | 1.0 | 2.5 | 0.5 | 0.0 | 4.0  |

## Післяігрова кар'єра
Після того як Пітрі завершив спортивну кар'єру, він кілька років працював у приватному секторі економіки. 1985 року почав кар'єру в структурі клубу «Портленд Трейл-Блейзерс» — почавши з коментатора матчів команди, він доріс до посади старшого віце-президента.
1994 року залишив Портленд, щоб стати президентом баскетбольних операцій «Сакраменто Кінгс». На цій посаді він двічі отримував нагороду Менеджера року НБА 1999 та 2001 року. 